# 卡拉瓦伊
卡拉瓦伊（Kalavai），是印度泰米尔纳德邦Vellore县的一个城镇。总人口9761（2001年）。

## 人口
该地2001年总人口9761人，其中男性4814人，女性4947人；0—6岁人口1104人，其中男541人，女563人；识字率68.18%，其中男性为77.19%，女性为59.41%。